# Église abbatiale de Saint-Antoine-l'Abbaye
L'église abbatiale de Saint-Antoine-l'Abbaye est une église gothique située à Saint-Antoine-l'Abbaye dans le département français de l'Isère en région Auvergne-Rhône-Alpes. 

## Histoire
Au XIe siècle, les reliques de Saint Antoine le Grand sont déposées dans l'église de la Motte-aux-Bois, située sur le chemin de Saint-Jacques-de-Compostelle. Petit à petit, les pèlerins affluent, aussi attirés par la réputation de guérisseur du saint. En 1280 commence la construction d'une église gothique, qui durera 200 ans, jusqu'à fin du XVe siècle.
En 1337, la construction de la grande église reprend après un arrêt de plus de 47 ans, grâce à un legs de son[Qui ?] frère Ponce Mitte qui a permis de terminer le chevet vers 1342. C'est ce qui explique le changement de style dans l'église à partir de l'arc triomphal.
La construction s'est poursuivie régulièrement sur toute la longueur de l'édifice vers la façade. Les travaux des deux dernières travées de la nef et les collatéraux sont réalisés entre 1343 et 1362. La quatrième travée de la nef est édifiée entre 1389 et 1417. En 1400 commence le voûtement de la nef.

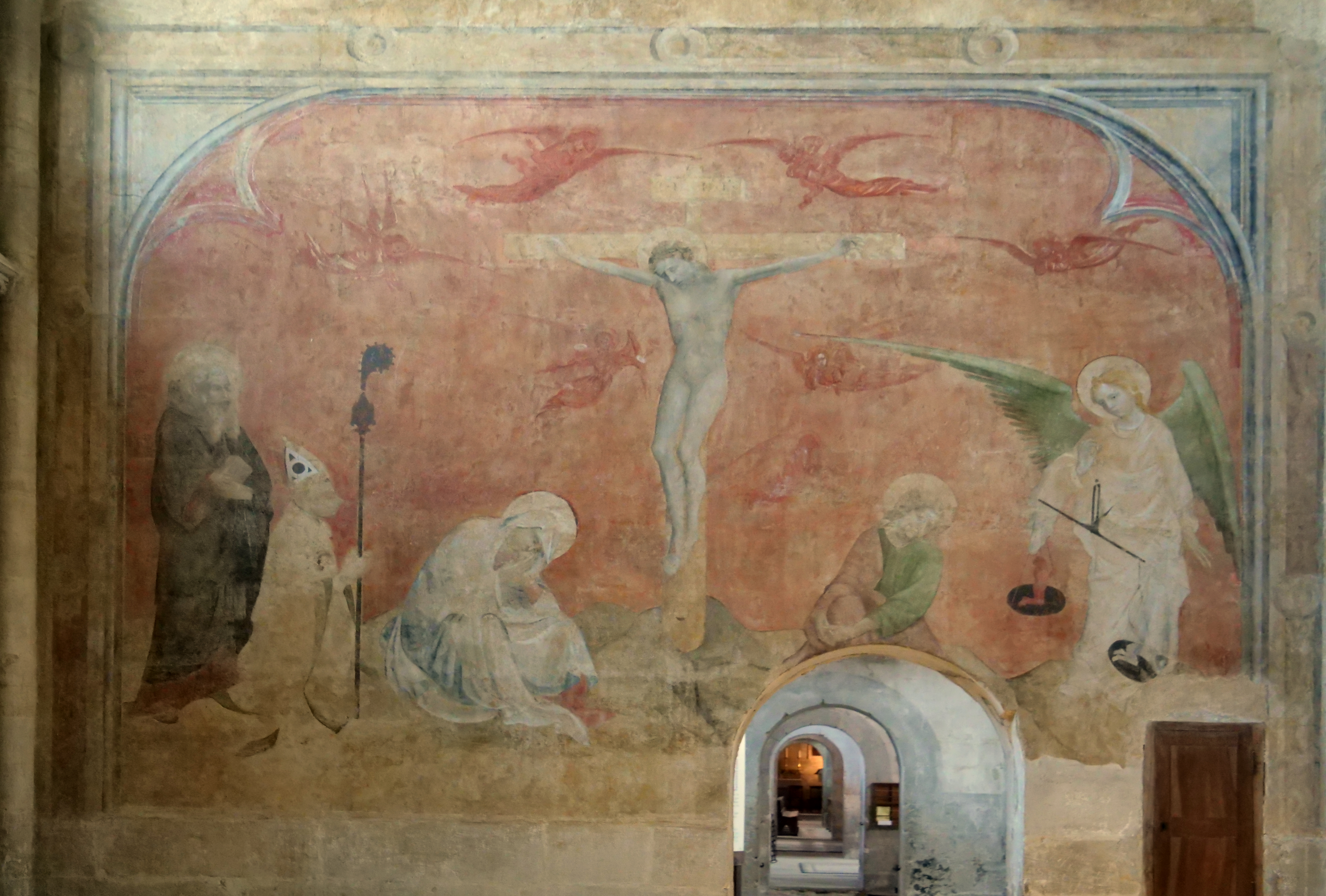
Peinture murale dans la chapelle latérale de l'abbé Gérenton de Châteauneuf : Crucifixion avec le donateur présenté par saint Antoine avec saint Michel, peseur d'âmes

Des peintures murales sont réalisées dans la grande église. La plus ancienne mention d'une décoration peinte date de 1383. La seconde chapelle au nord a été fondée par l'abbé Gérenton de Châteauneuf, vers 1400. On y trouve un ensemble de peintures murales où est figuré saint Christophe sur le mur ouest, et du côté est une Crucifixion avec le donateur présenté par saint Antoine avec saint Michel, peseur d'âmes, dont la balance penche sur la droite, du côté des mauvaises actions. Au-dessus ont été représentées des scènes de la vie de saint Antoine et de saint Paul ermite.
Jean Robert, architecte du château de Tarascon, est architecte de la grande église en 1419. L'architecture de la nef montre que les travaux de la nef ont subi un arrêt à la troisième travée. Les trois dernières travées ont probablement été construites sous l'abbé Humbert de Brion, élu en 1438, dont on peut voir les armoiries à la clef de voûte.
Un incendie a détruit le clocher et la toiture réalisée en 1422. L'avant-dernier contrefort nord est édifié en 1428.

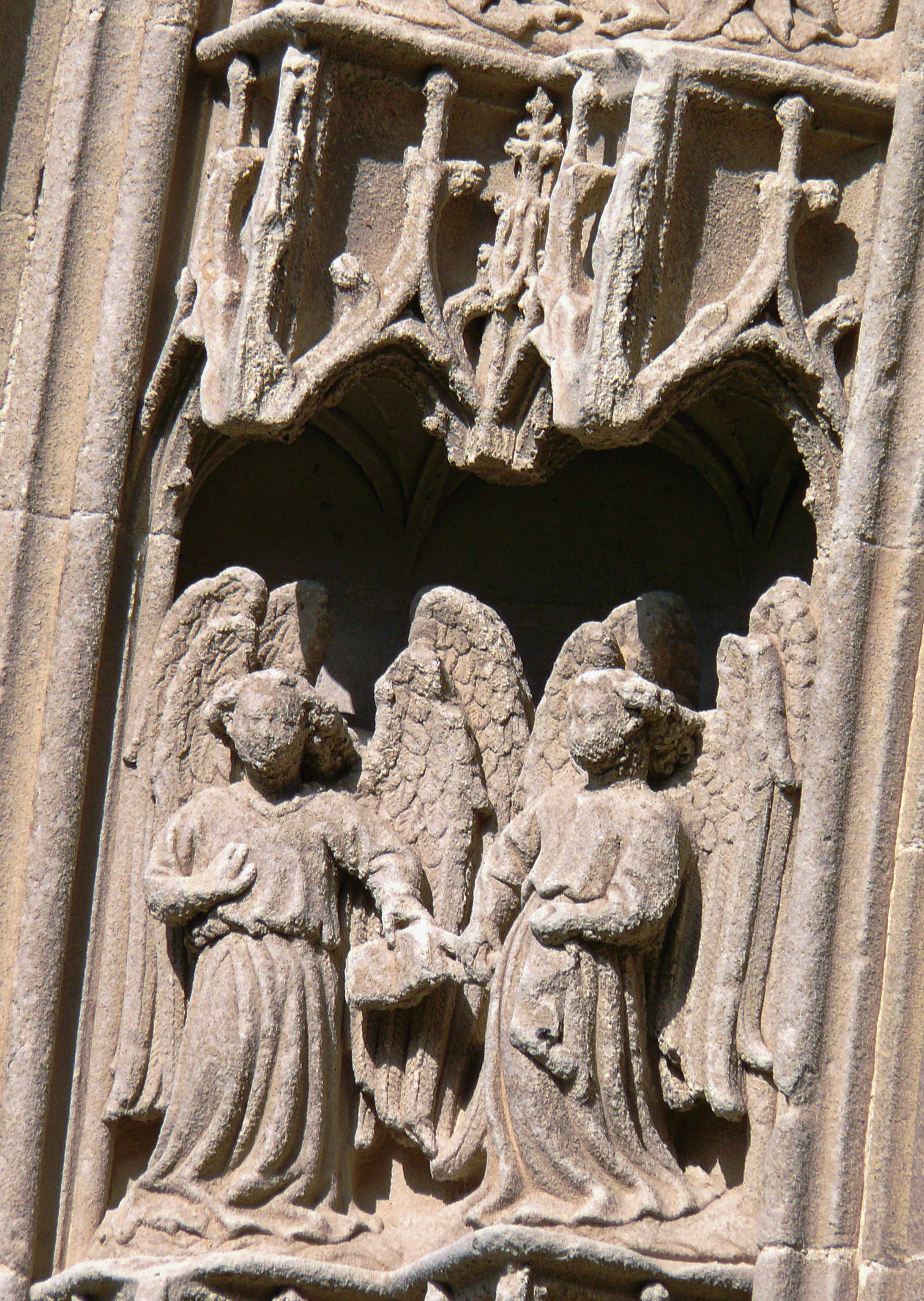
Portail central : sculpture des voussures

Le sculpteur venant d'Avignon, Antoine Le Moiturier, travailla dans l'abbatiale entre 1461 et 1464. On lui a attribué la réalisation des sculptures des portails de la façade occidentale, cependant, une analyse stylistique fait douter que les sculptures des voussures des portails soient de lui. Les portails devaient être achevés au milieu du XVe siècle. Elles sont plus proches de celles des portails de la cathédrale Saint-Maurice de Vienne que des anges de la chartreuse de Champmol. Il a peut-être réalisé un des nombreux retables qui se trouvaient dans les chapelles latérales qui ont été détruits pendant les guerres de Religion. La dernière chapelle latérale est achevée en 1484. Le dallage en pierre dure est mis en place en 1490.
Les vitraux ont été posés à la fin du XVe siècle. Le revêtement de la toiture en tuiles colorées et vernissées est posé entre 1482 et 1490.
Les chapelles latérales ont été construites par des fondateurs et de bienfaiteurs. Elles étaient prévues sur le plan initial de l'église mais leur achèvement, leur fenestrage, leur ornementation étaient laissés à leurs fondateurs. C'est cette initiative des fondateurs et bienfaiteurs qui explique les différences de style entre ces chapelles et le reste de l'église. Les premiers actes de fondation datent du milieu du XIVe siècle.
Comme toutes les églises du Dauphiné, l'abbatiale et l'église Notre-Dame de l'hôpital ont eu à subir des destructions pendant les guerres de Religion. L'occupation de 1567 a été plus grave car la toiture et le clocher ont été incendiés. L'ancienne toiture de tuiles vernissées a disparu ainsi que la flèche du clocher. La façade est décapitée et privée de son encadrement d'arcs-boutants.
Les travaux de restauration commencèrent en 1593 par la toiture, puis par les fenêtres hautes en 1605. L'abbatiale est nettoyée. Dans son Histoire du Dauphiné rédigée en 1670, l'historien Nicolas Chorier signale que les murs avaient été badigeonnés quelques années plus tôt. Les murs des chapelles latérales ont été percées pour établir un couloir de circulation.

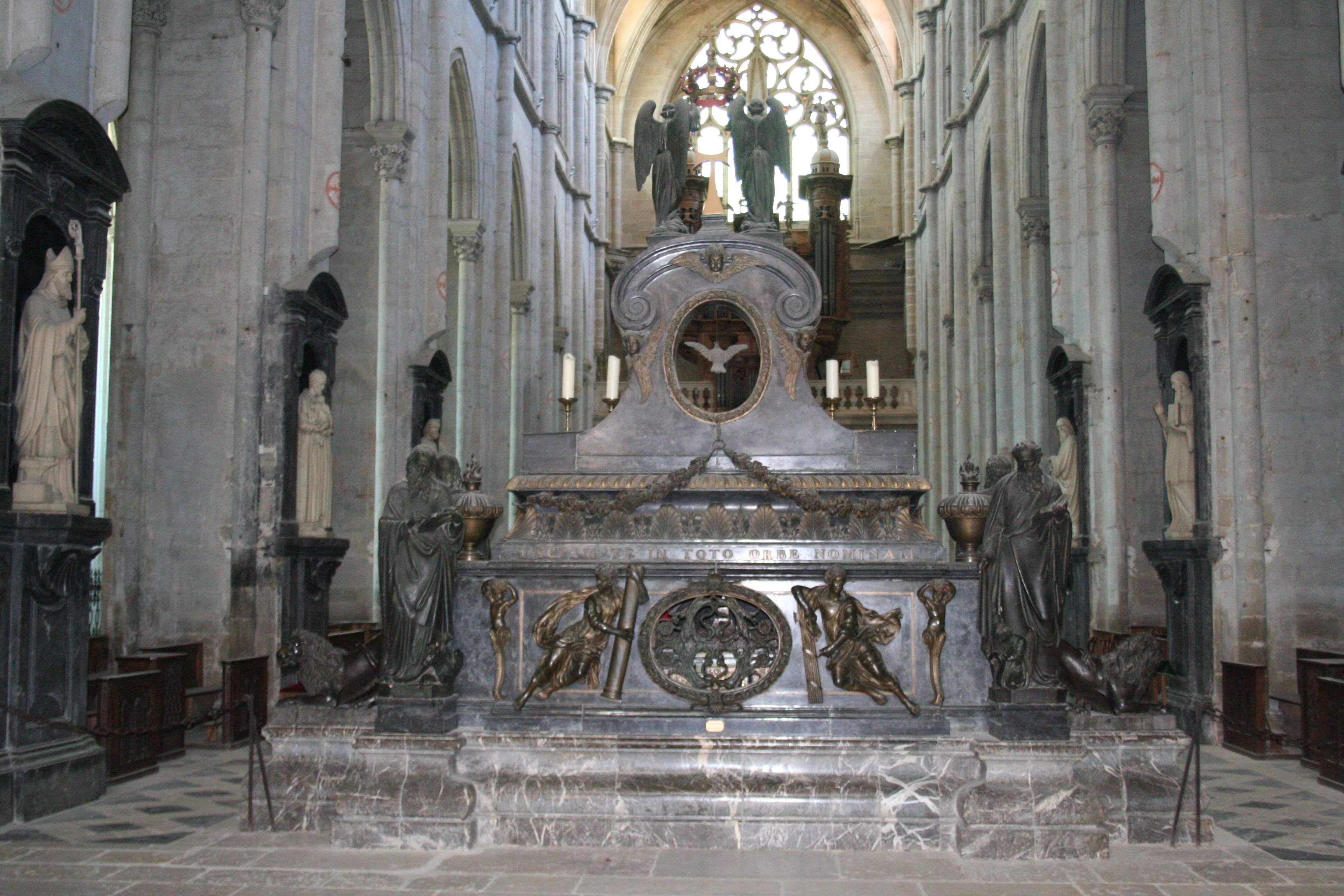
L'autel principal de l'abbatiale contenant la châsse de saint Antoine

Au XVIIe siècle, l'effort a été fait sur la décoration de l'abbatiale. Les 87 stalles du menuisier François Hanard, dit Jamet de Lyon, sont posées en 1630. Une nouvelle châsse de saint Antoine recouverte de plaques en argent repoussé est offerte en 1648 par Jean du Vache, baron de Châteauneuf d'Albenc. Les orgues de Jérémie Carlin sont posées vers 1680 sur une tribune construite en 1639. Elles ont été transportées en 1806 à l'église Saint-Louis de Grenoble avant de revenir à l'abbatiale en 1990-1992. Le maître-autel de marbre noir de Jacques Mimerel, sculpteur de Lyon, est commandé en 1667.
De grands tableaux sont commandés en 1690 au peintre Marc Chabry, peintre de la ville de Lyon, pour décorer les chapelles. En 1623, le chapitre conventuel commande à Léonard de Vialeys, tapissier à Aubusson, une suite de dix pièces représentant l'Histoire de Joseph qui ont été placées dans le chœur.
Les restaurations sont entreprises à partir de 1844 et pendant tout le XIXe siècle pour réparer des dégradations faites pendant la Révolution qui ont été moins néfastes que pendant les guerres de Religion. Elles ont essayé de rétablir un état antérieur aux dégâts des guerres de Religion. De nouveaux vitraux sont posés.

## Architecture

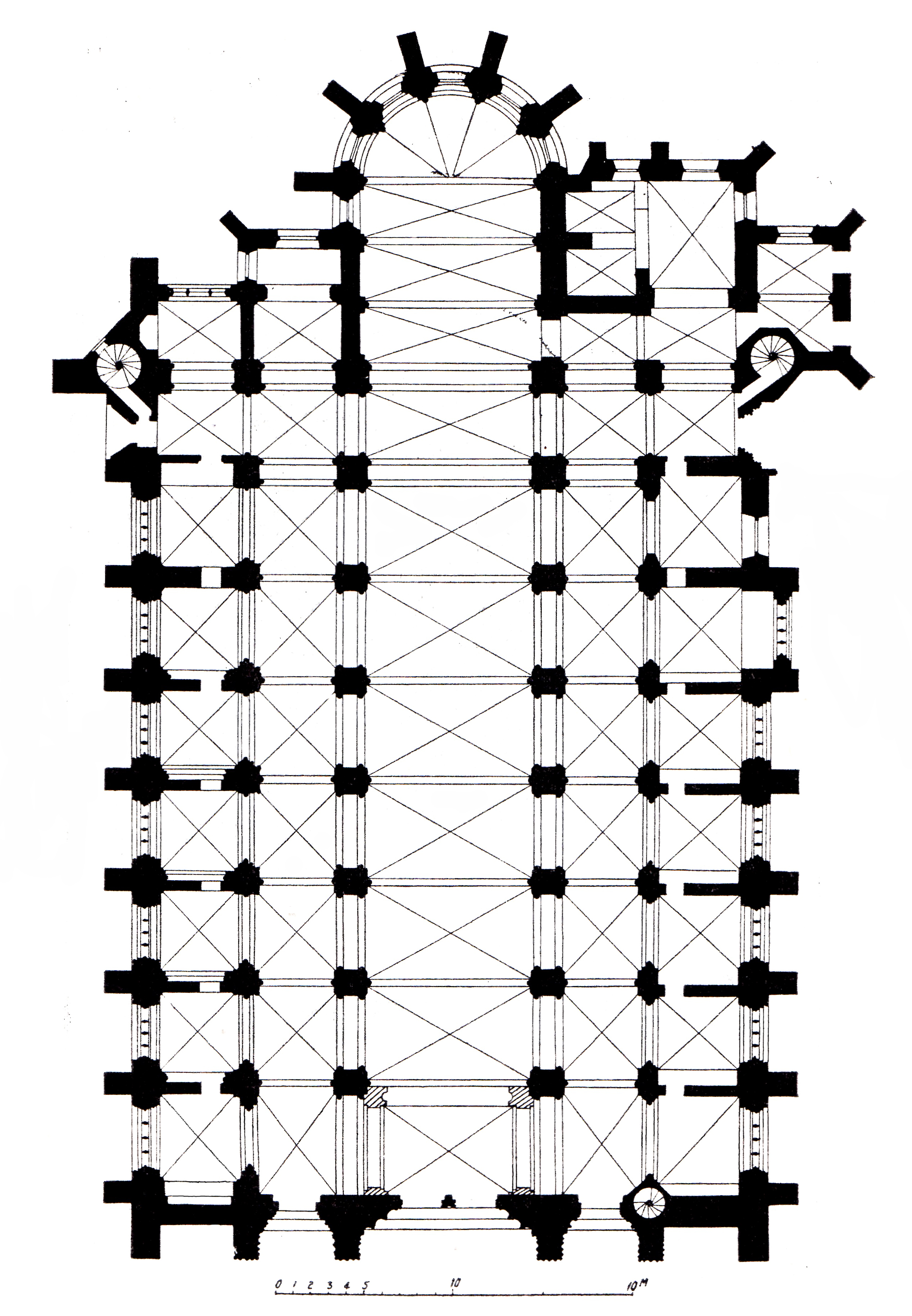
Plan de l'abbatiale
(Congrès archéologique de France 1923)

Triskèle de fenêtre d'église

L'architecture intérieure indique qu'elle a pris pour modèle celle du Nord de la France (voir plan de l'abbatiale).
La partie inférieure du chevet, probablement une amorce d'un bâtiment plus ancien, est en hémicycle, mais, à partir du premier étage, l'abside est à cinq pans. Un triforium a été construit au-dessus des arcs de décharge . L'abside se poursuit par les deux travées droites du chœur. Le chœur est couvert de trois voûtes d'ogives, les deux premières travées sont de plan barlong et la troisième repose sur huit branches communes avec l'abside.
L'arc triomphal est à la limite entre le chœur et un transept étroit et non saillant dont deux tours devaient charger les extrémités, mais dont seule celle du nord a été amorcée. Chacun des croisillons donne accès à deux chapelles carrées à l'est. Celles du côté sud ont été agrandies par la construction de la sacristie, au XIVe siècle, et la chapelle de la Consolation, du XVe siècle.
La nef de sept travées est accostée de collatéraux sur lesquels s'ouvrent les chapelles latérales de plan carré.
Le chœur présente une élévation à trois étages. L'architecte qui a construit la nef en conservant la même élévation. C'est le même cordon[pas clair] sépare les étages. La disposition générale a été conservée :
- triforium au premier étage, avec des arcades géminées dans le chœur, avec colonnettes et chapiteaux du XIIIe siècle, et avec des arcades tri-jumelles  dans la nef,
- galerie de circulation perçant les épais formerets, à hauteur des fenêtres supérieurs, doubles à l'abside, triples dans la nef, qui ont été probablement refaites après les guerres de religion, au XVIIe siècle.

Les voûtes d'ogives sont quadripartites. La poussée des voûtes est reprise par des contreforts. Dans la nef, elles sont supportées par des piles rectangulaires cantonnées de demi-colonnes reprenant les retombées des arcs doubleaux et des grandes arcades.
La façade flamboyante est plaquée sur la nef. Elle comprend trois portails surmontés d'une balustrade. Reprenant une disposition de la cathédrale Saint-Maurice de Vienne, au-dessus du portail médian a été placée une baie flamboyante.

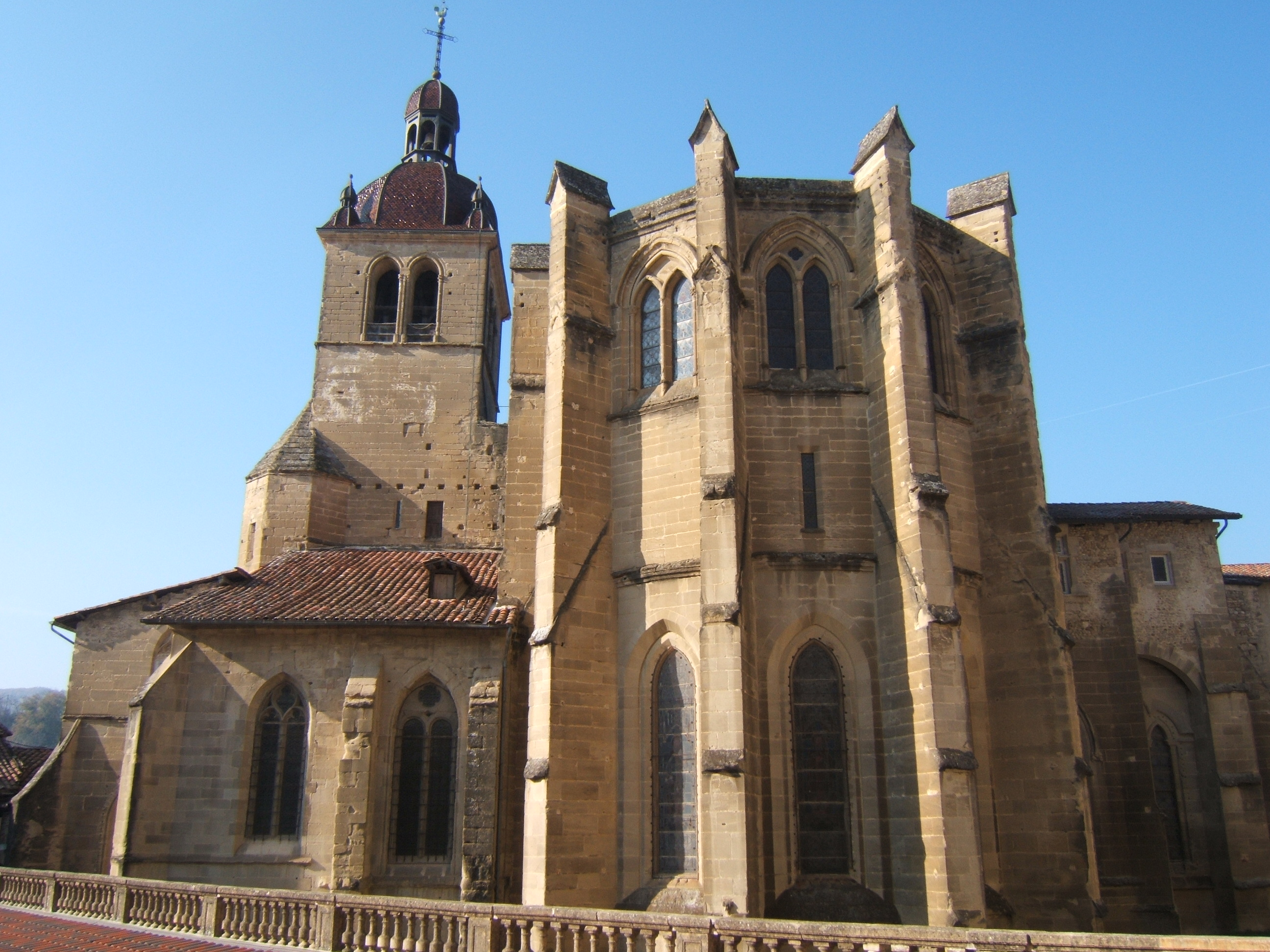
Chevet, chapelles du bras sud du transept et clocher
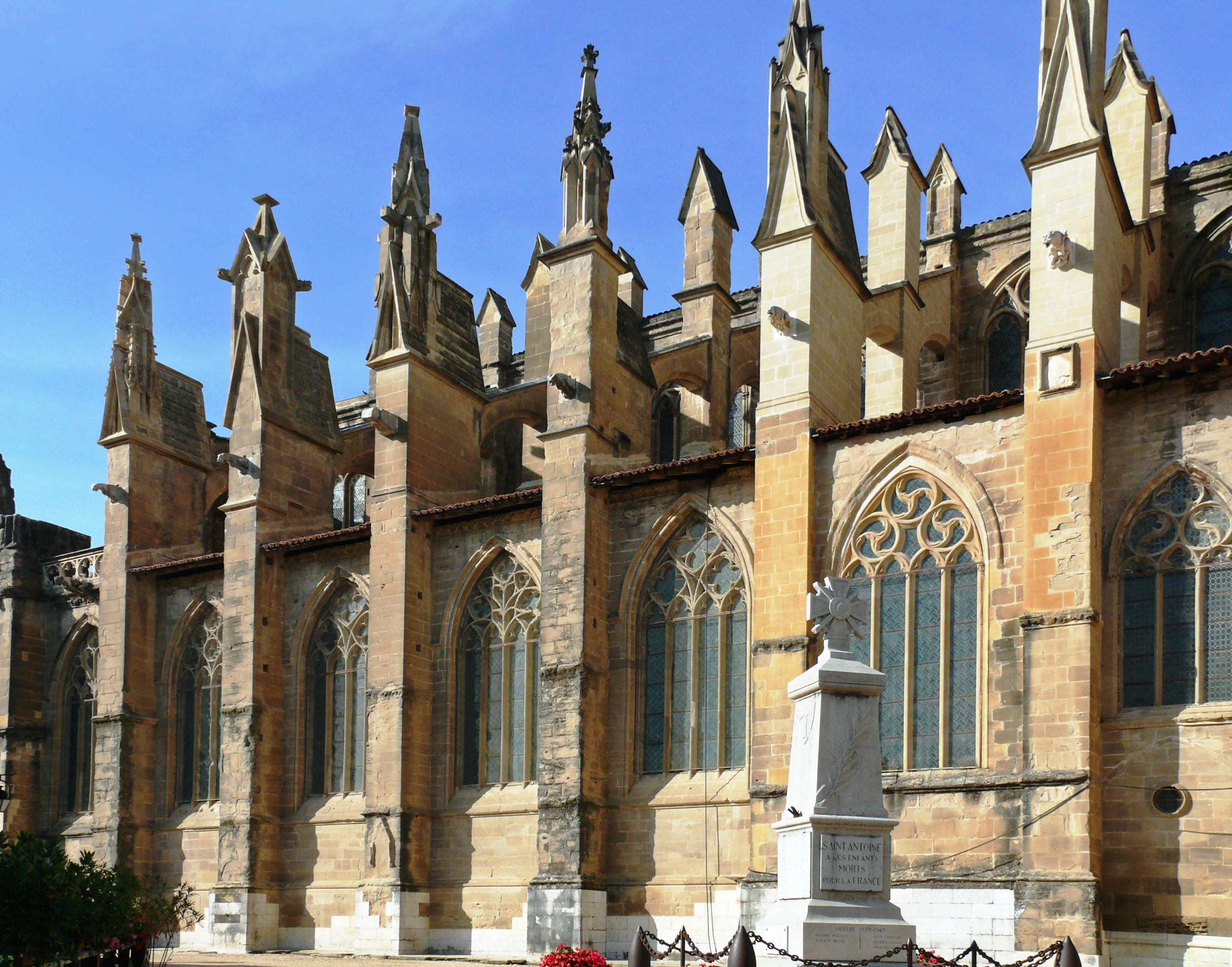
Contreforts
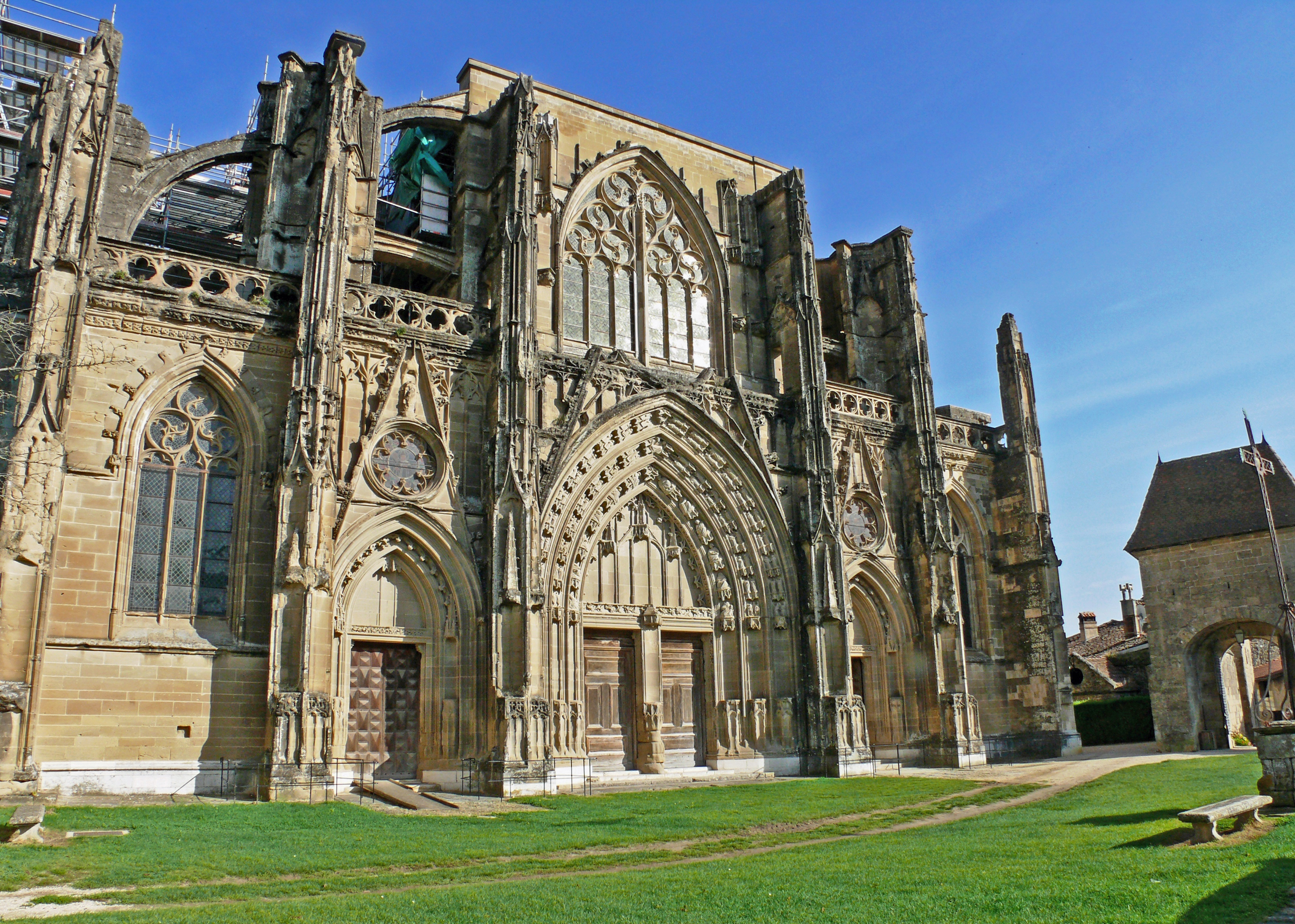
Parvis, façade occidentale, portails et porte d'accès au parvis
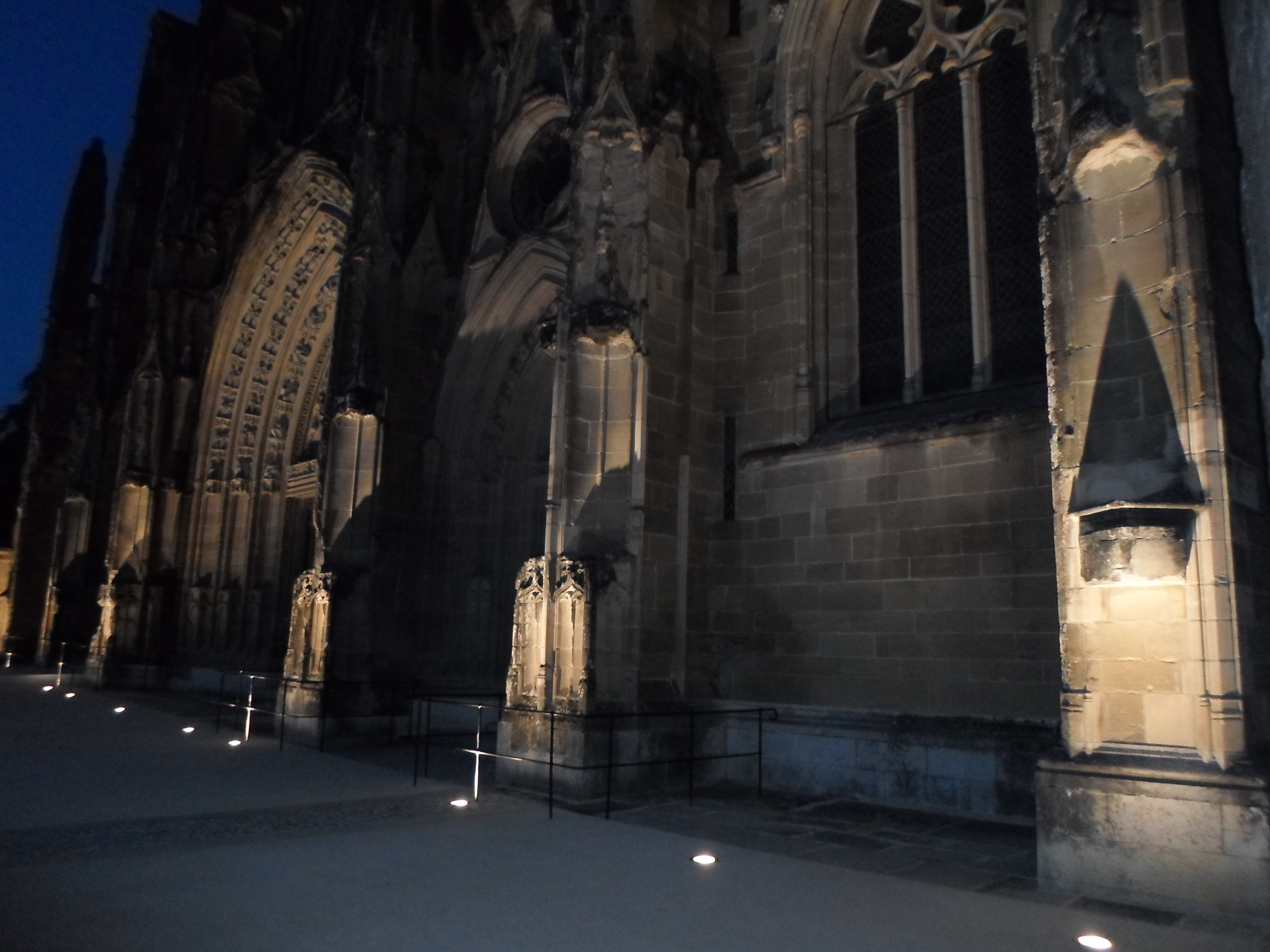
Parvis, façade occidentale, portails, de nuit
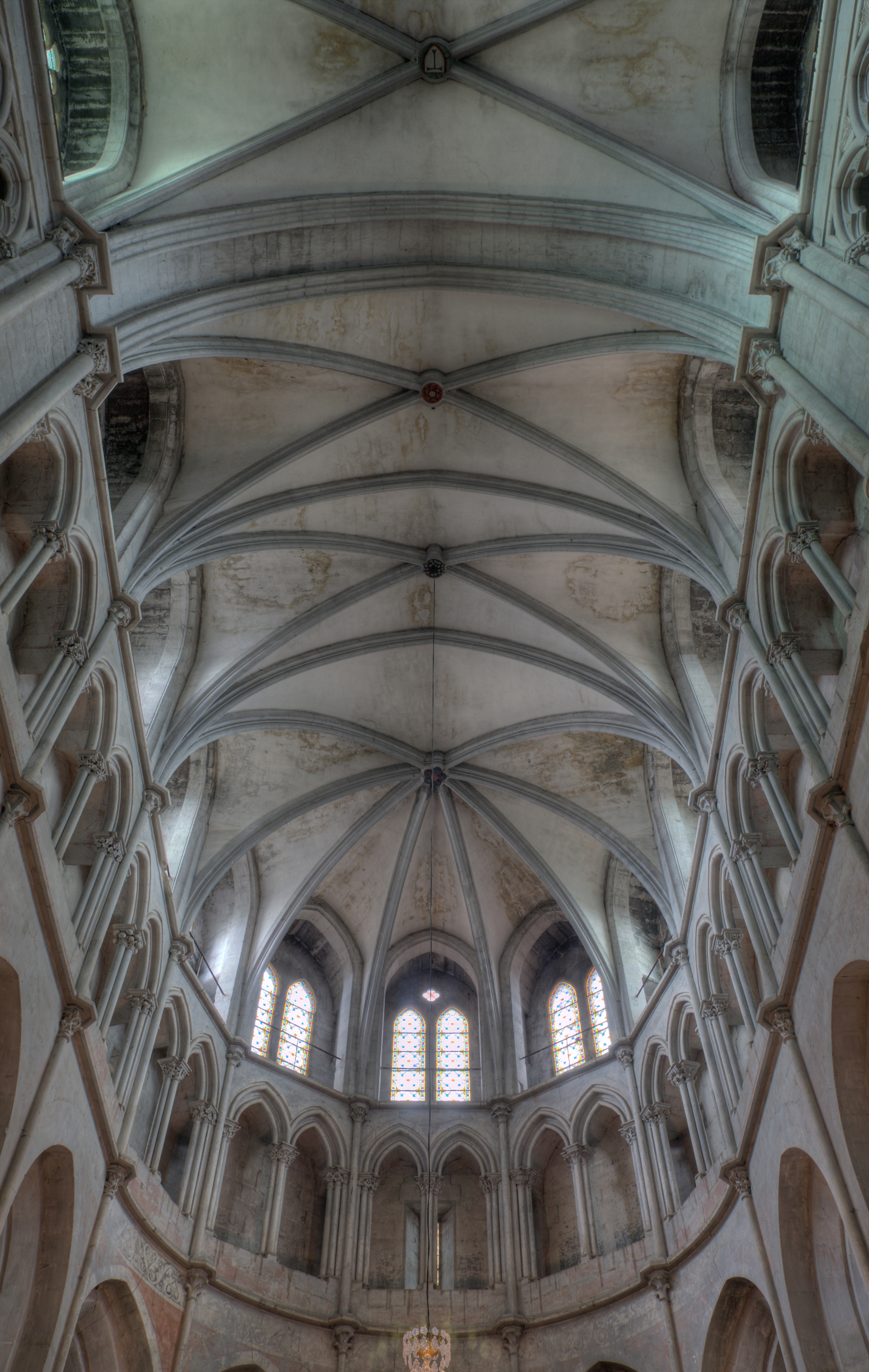
Voûte du chœur
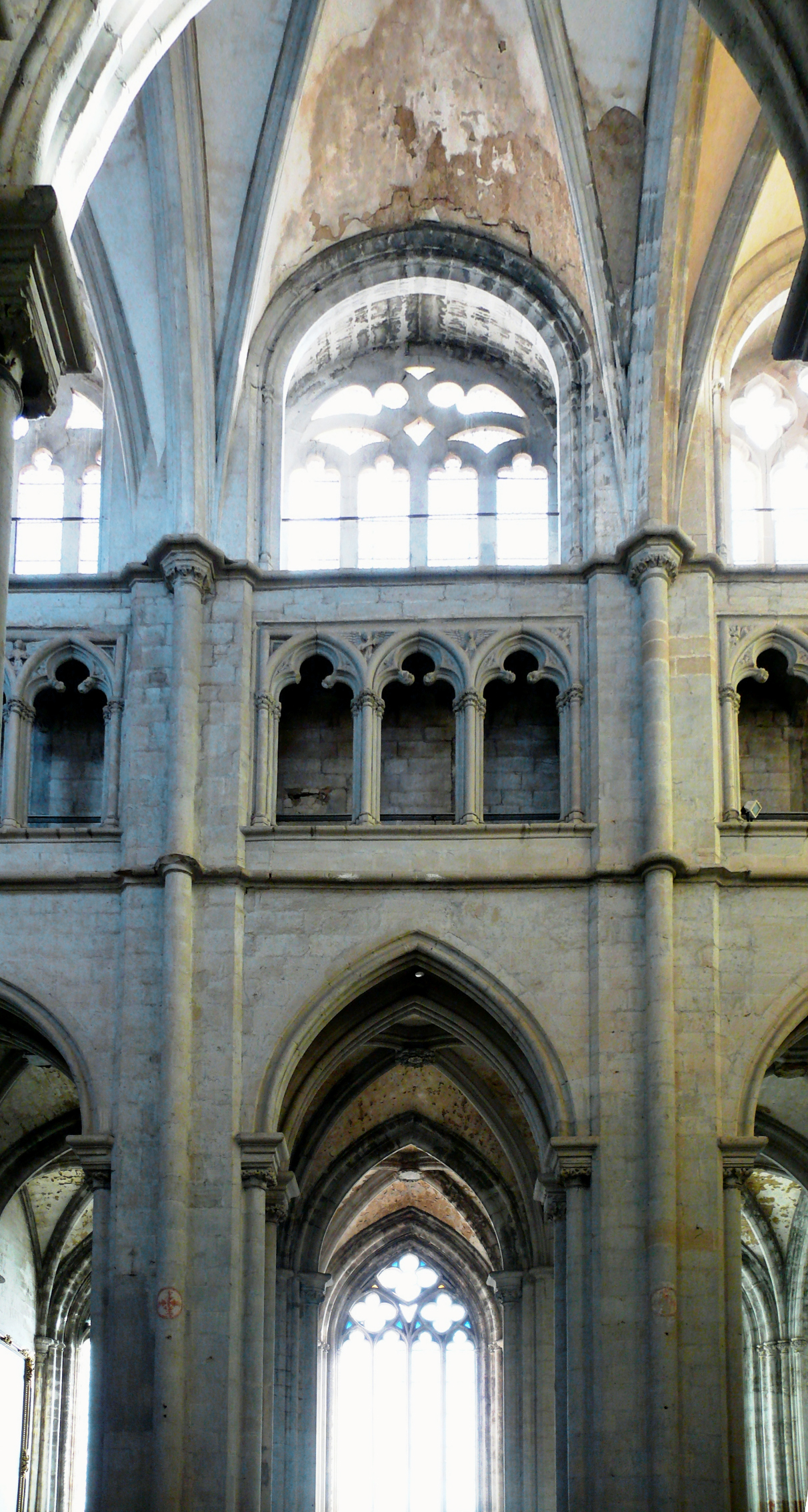
Élévation de la nef
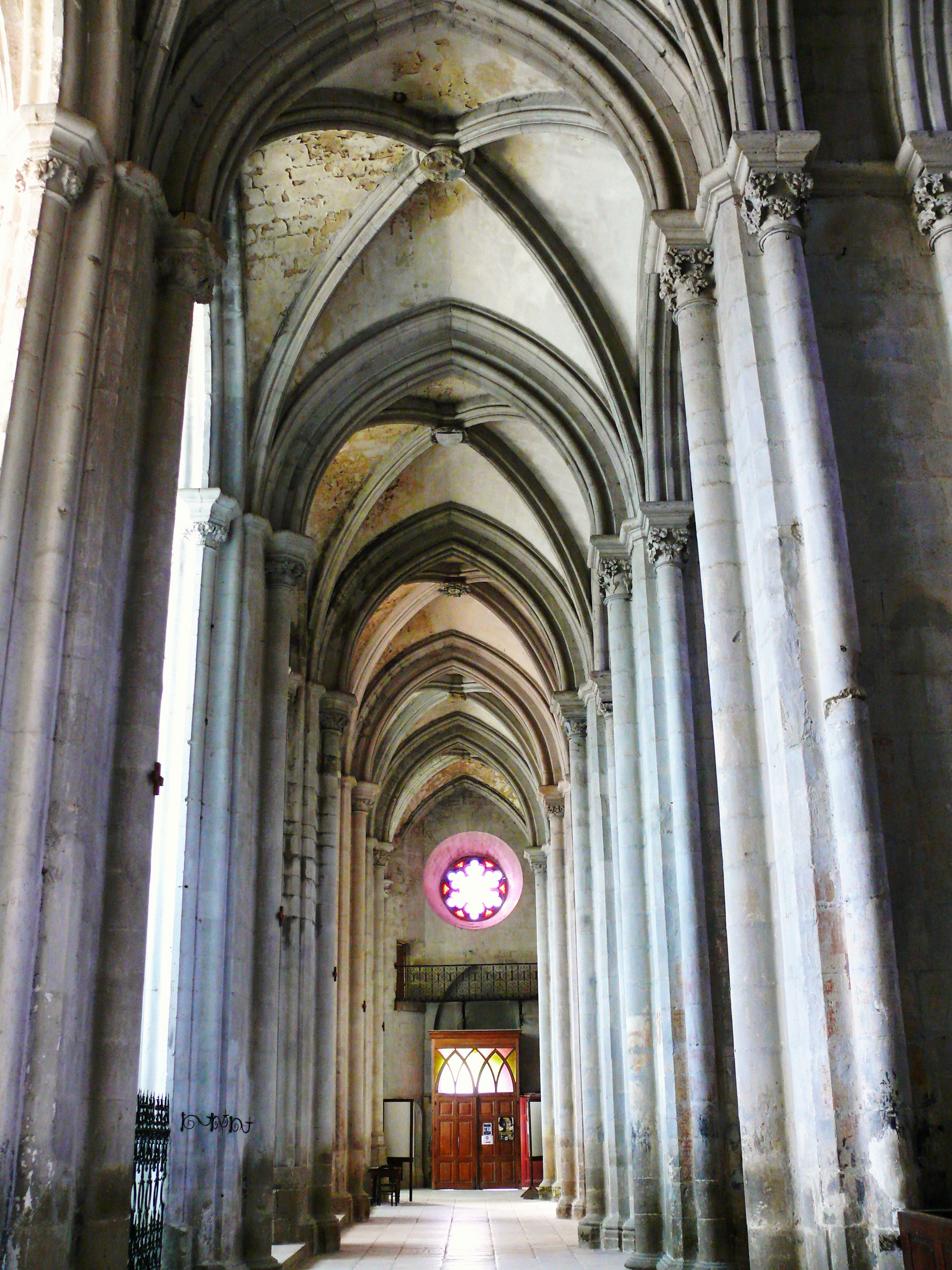
Collatéral sud
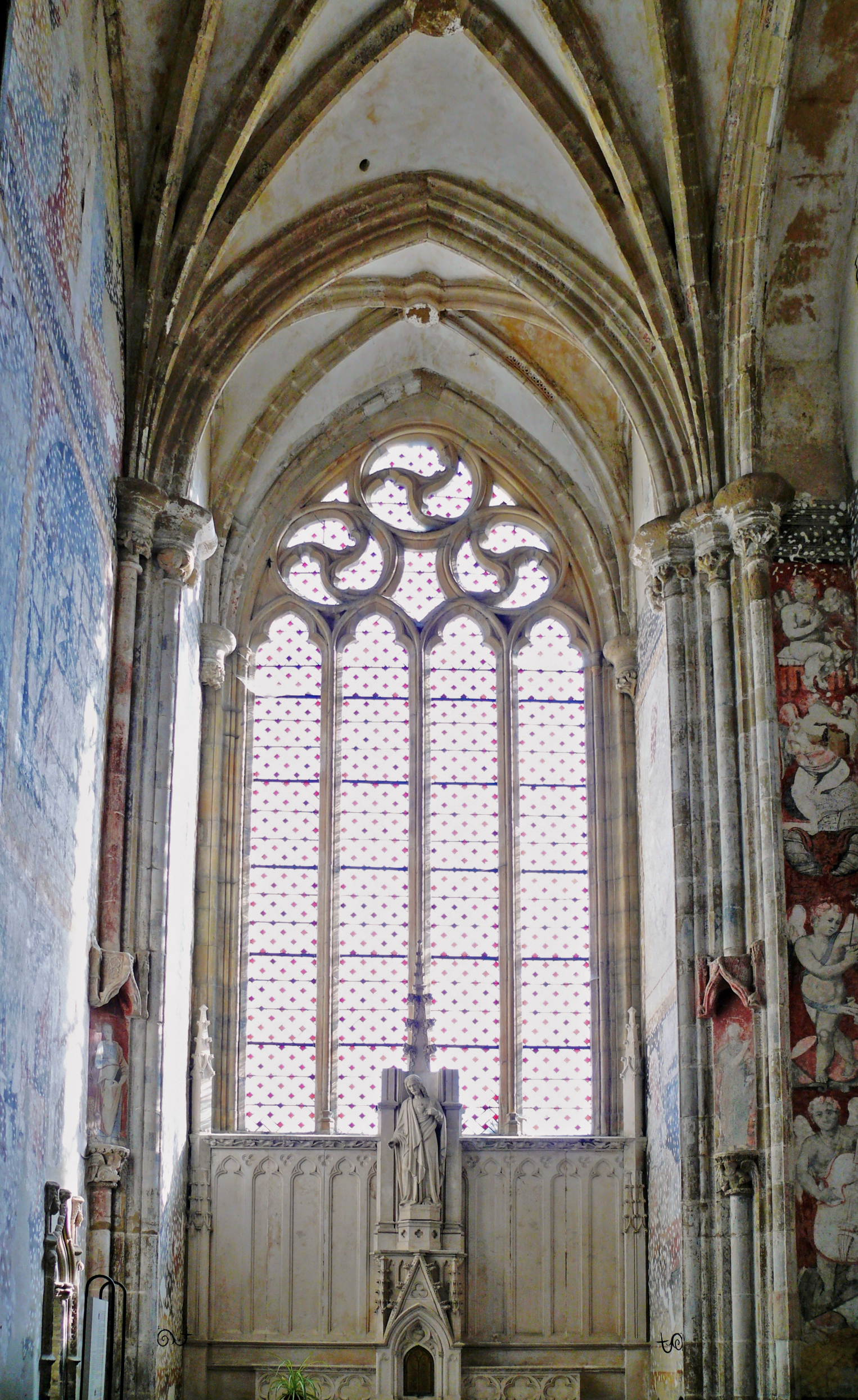
Une chapelle latérale avec triskèles

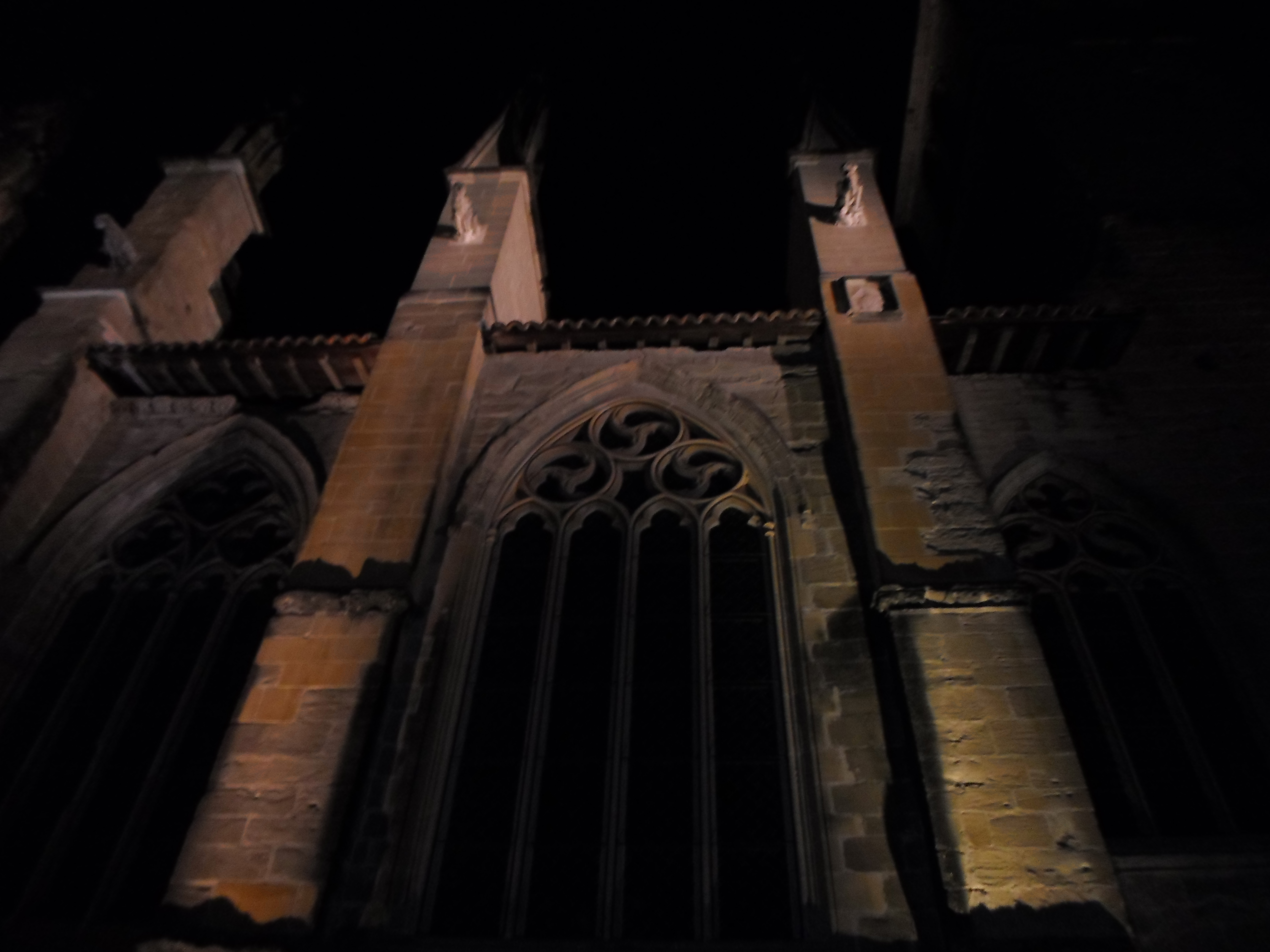
Façade latérale avec un groupement de 3 triskèles

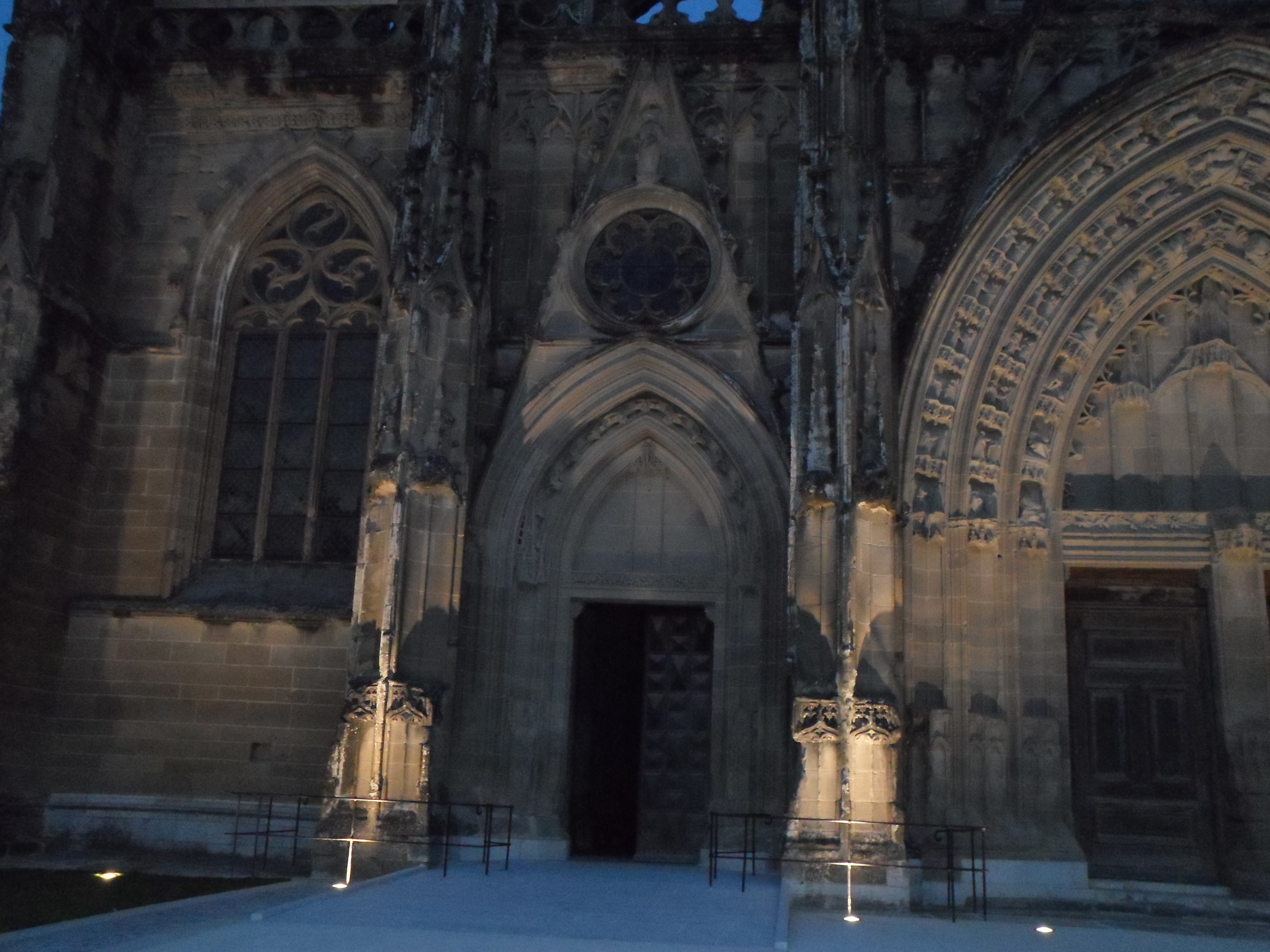
Façade occidentale de l'église, avec un groupement de 2 triskèles surmonté d'un biskèle.

## Triskèle et biskèle
Il est à remarquer également que dans cet édifice il a été intégré des groupements d'unités de triskèles. Ceci en plusieurs exemplaires en groupements de deux triskèles (en rotation inversée) surmontés d'un biskèle. ceci en façade frontale occidentale, ainsi qu'un groupement de trois triskèles en façade latérale d'une des chapelles. Un autre groupement, mais celui-ci linéaire se retrouve quant à lui à l'intérieur, intégré en une balustrade, au-dessus de l'entrée latérale du clocher.
Il est aussi à noter que cet édifice réunit à lui seul, un des plus grands nombres de triskèles sur un unique bâtiment de ce type, dans toute l'Europe.

## Vitraux
Les plus anciens vitraux subsistants dans l'abbaye datent de 1605,,.
Le vitrail de saint Antoine a été réalisé par Louis-Victor Gesta.

## L'horloge solaire de l'abbatiale

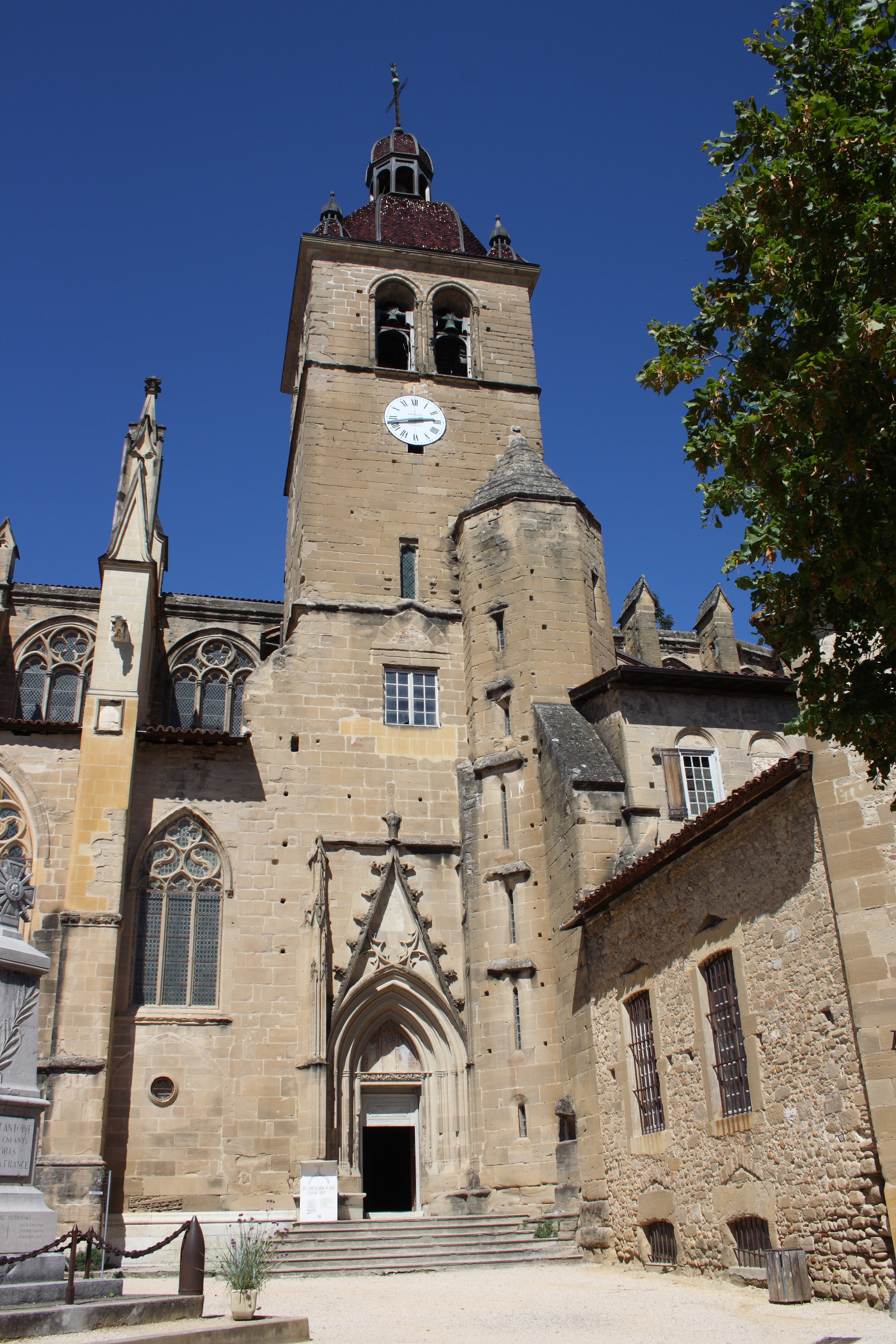
Façade latérale, clocher, la tour de l'escalier externe du clocher, groupement biskèles et triskèles.

Un des fleurons d'Europe en la matière, outre le cadran solaire à l'arrière des bâtiments de l'abbatiale, l'église possède en son sein, une horloge solaire unique au monde. Seuls 4 autres exemplaires similaires existent en Europe sur de tels édifices, dont une autre notamment à Grenoble. Elle est installée et « cachée » aux yeux du profane en la tour de l'escalier externe du clocher. Elle fournit 4 fuseaux horaires, avec une extrême précision.

## Les orgues de l'abbatiale

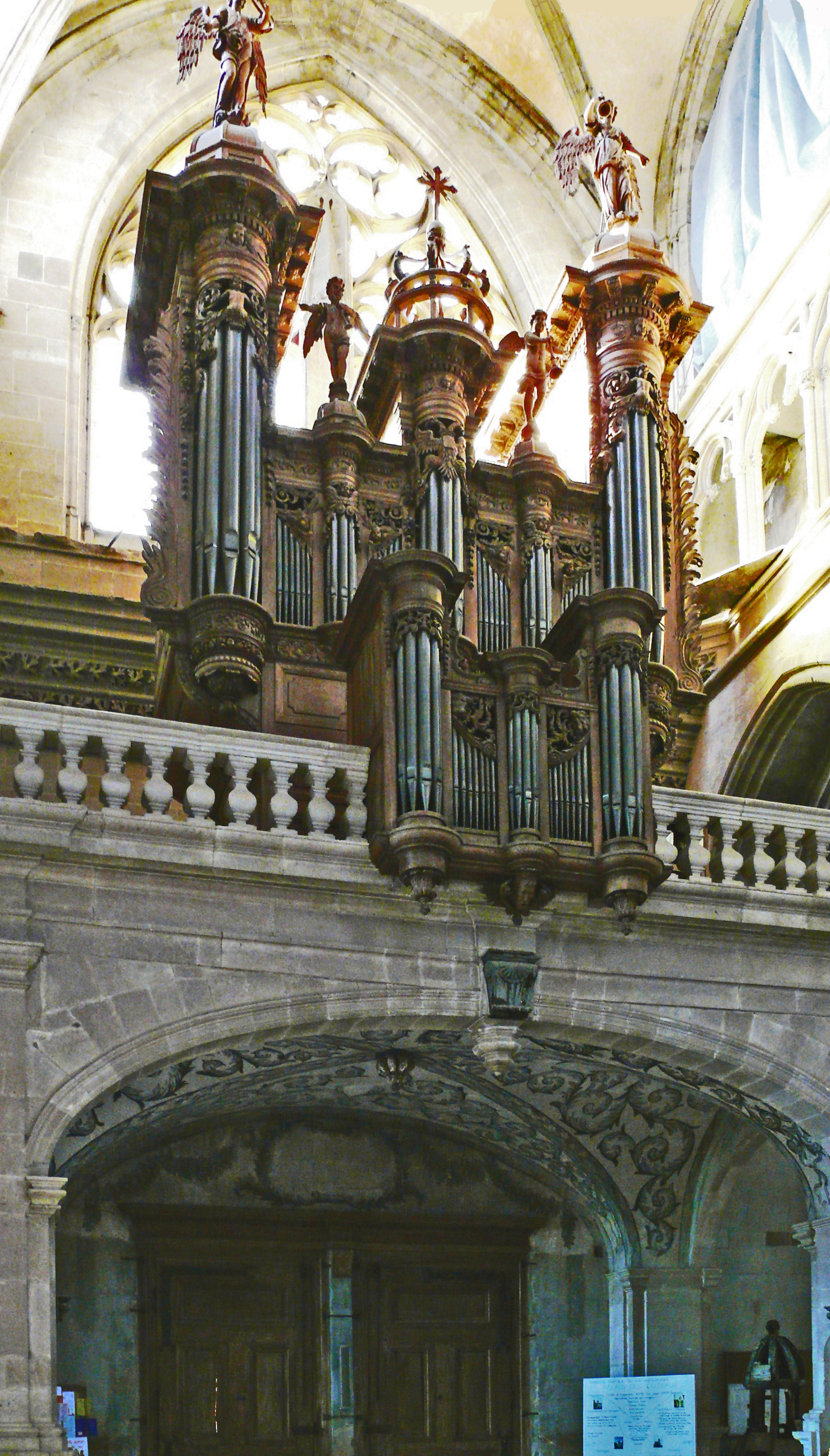
Le grand orgue avec en arrière-plan groupements multiples de biskèles et triskèles de la façade principale.

Le grand orgue de l'abbatiale a été construit entre 1620 et 1625 par le frère aumônier Jean-Laurent Astruc, chanoine Antonin, avec son imposant buffet en noyer posé sur la tribune située contre la façade occidentale. Le positif de dos, placé devant le grand corps, a été construit par le huchier Jérémie Carlin, menuisier du Grand-Serre, en 1639, lors de l'agrandissement par le facteur d'orgues parisien Guy Jolly.
Vers 1748, une restauration est confiée par les Antonins au facteur d'orgues d'origine suisse Samson Scherrer.
L'orgue est enlevé en 1805 pour être placé dans l'église Saint-Louis de Grenoble l'année suivante. Il est réinstallé dans l'abbatiale en 1981 et le buffet restauré par Damien, entre 1981 et 1984. Entre 1990 et 1992 la partie instrumentale est restaurée par le facteur d'orgues Bernard Aubertin,.
Le buffet d'orgue a été classé au titre objet en 1911, la partie instrumentale en 1974.

## Dimensions principales de l'abbatiale
- Longueur totale : 72 m.

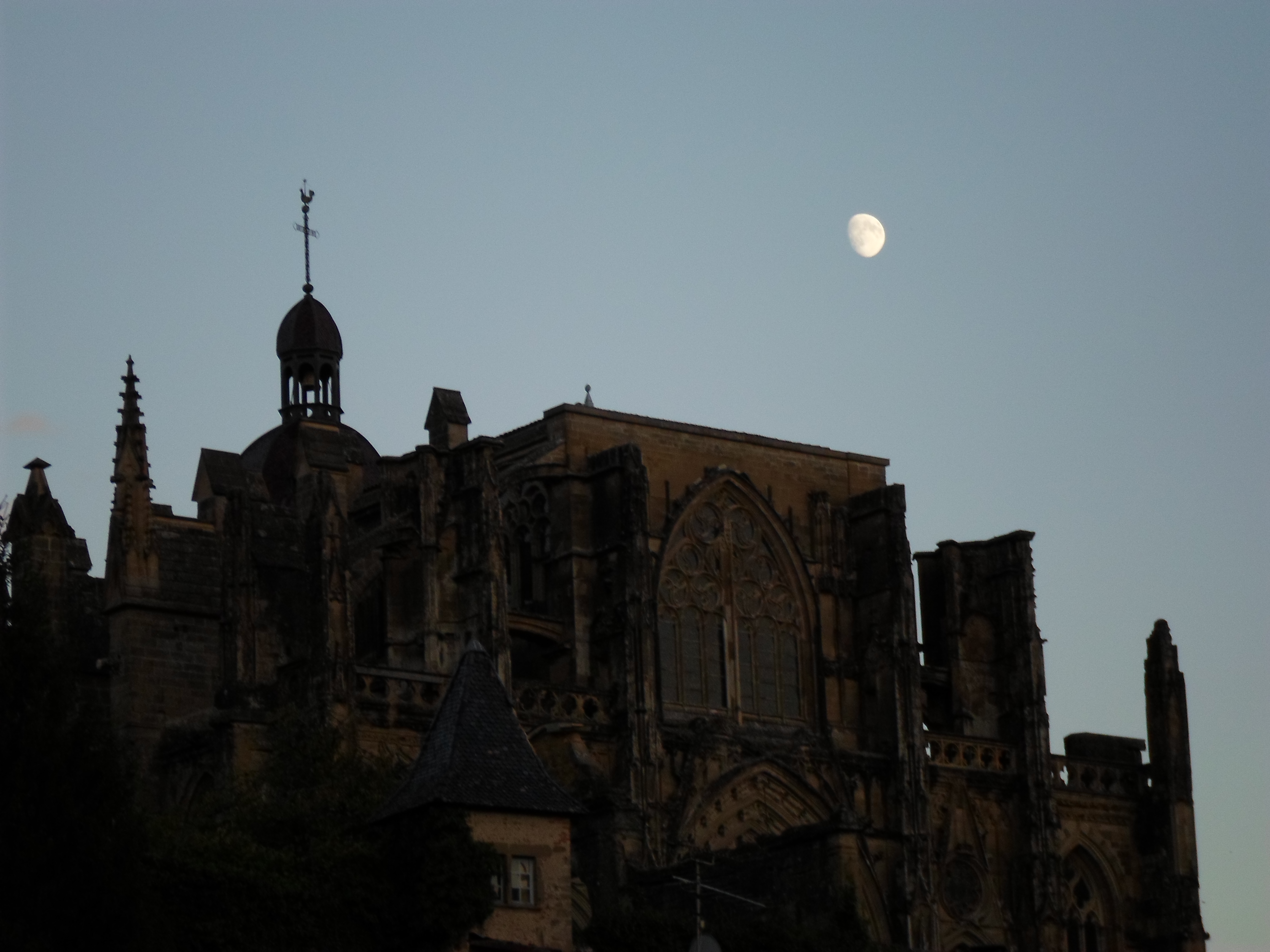
Façade occidentale de l'église, avec le clocher en arrière-plan, de nuit sous la lune.

- Longueur totale intérieure[11] : 61,64 m.
- Longueur du chœur : 17,40 m.
- Largeur totale, y compris les chapelles latérales : 34,25 m dont, sans les piliers :
  - largeur pour chaque chapelle : 5,60 m ;
  - largeur du collatéral sud : 4,10 m ;
  - largeur du vaisseau central : 9,12 m ;
  - largeur du collatéral nord : 3,75 m.
- Hauteur sous voûte : 22 m.